# Hosszúrét (Budapest)
Hosszúrét Budapest egyik városrésze a XI. kerületben.

## Fekvése
Madárhegy és Gazdagrét között a Határ-árok völgyében található, déli részét leszámítva nagyrészt még beépítetlen városrész. Keletről Gazdagrét, északról Madárhegy, délről Örsöd, míg nyugat felől Budaörs határolja.